# Johanniter Luftrettung

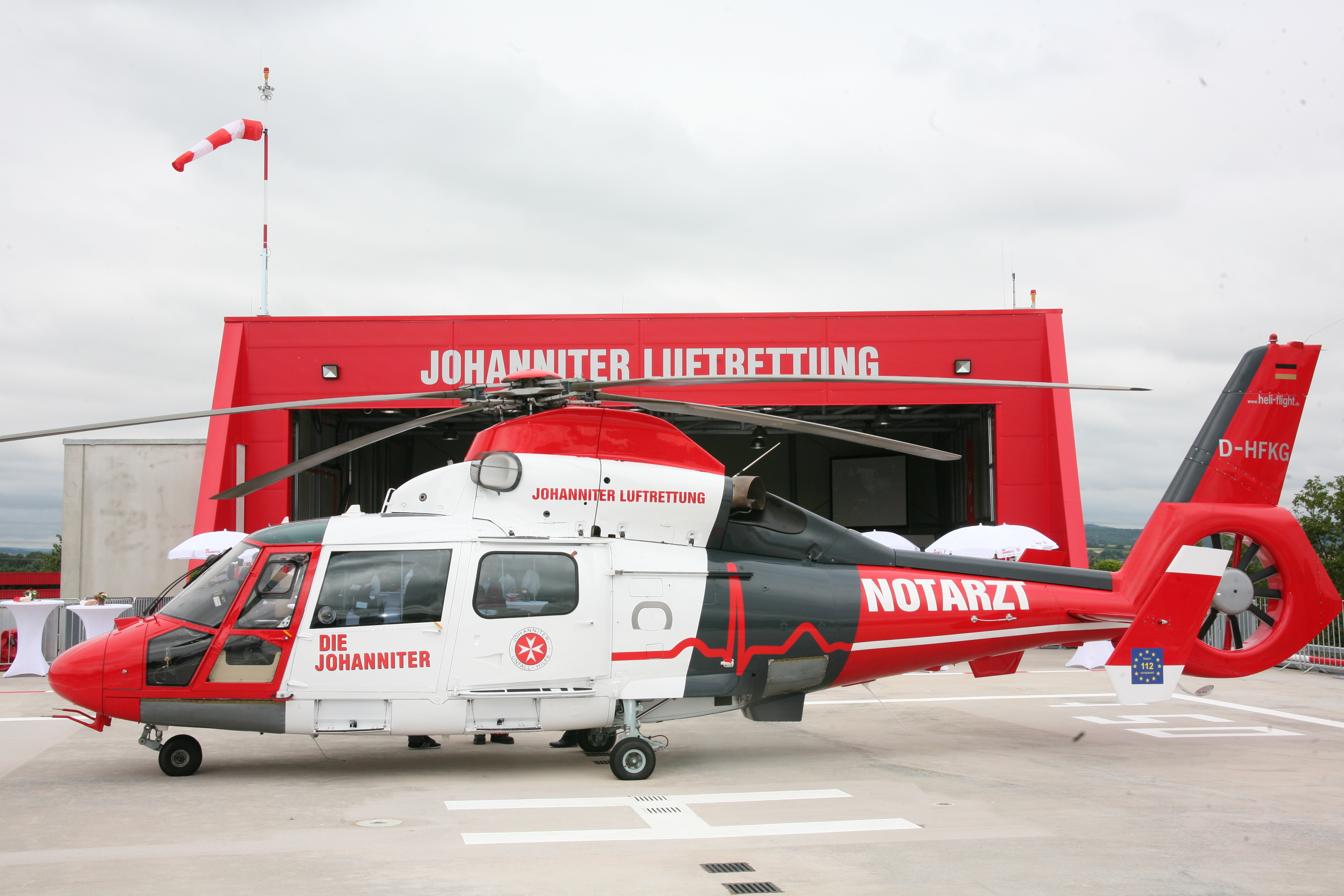
Luftrettungsstation der Johanniter Luftrettung in Gießen

Die Johanniter Luftrettung (JLR) ist die Dachmarke, unter welcher die Aktivitäten der Johanniter-Unfall-Hilfe e.V. in der Luftrettung, zusammengefasst werden, mit Sitz in Gießen. 

## Geschichte
Im Jahr 1972 wurde ein erster Luftrettungsstandort in Hannover etabliert. Damit begann die Beteiligung der Johanniter an der Luftrettung in Deutschland. Es folgten zwischenzeitlich weitere Standorte in Köln, Telgte, Münster, Bad Oeynhausen, Dortmund, Aachen und Eutin im Rahmen von Kliniktransport- und Auslandsrückholdiensten. 1996 begann der Betrieb eines Intensivtransporthubschraubers (ITH) am Flugplatz Reichelsheim, welcher vom Land Hessen geduldet wurde, woraufhin dann die offizielle Beauftragung stattfand. Im Jahr 2014 wurde das Luftrettungszentrum Gießen in Betrieb genommen. 2017 wurden insgesamt 2.718 Einsätze geflogen. Dabei lag der Umsatzerlös bei 19 Millionen Euro. Die Geschäftsführung bildeten bis 30. Juni 2020 Günther Lohre und Oliver Meermann. Seit 1. Juli 2020 besteht sie aus Oliver Meermann und Frank Zabell. 
Seit dem 1. Dezember 2023 ist das Luftfahrtunternehmen HELI-FLIGHT GmbH & Co. KG 100-prozentige Tochter der Johanniter Luftrettung. Die Geschäfte des Luftfahrtunternehmens werden ab 1. Dezember 2023 in der HELI-FLIGHT JLR gGmbH geführt, der Firmensitz bleibt in Reichelsheim.

## Aufgaben
Die Hauptaufgabe der JLR ist der Intensivtransport von schwer kranken Patienten innerhalb Deutschlands. Einige Helikopter werden im Dual-Use-System auf für Primäreinsätze in der Notfallrettung eingesetzt. Weiterhin werden Ambulanzflugzeuge zur Auslandsrückholung betrieben und die Rückholung per medizinischer Betreuung in Verkehrsflugzeugen angeboten. Die Johanniter betreiben in Mainz die Johanniter-Alarmzentrale für Sekundär- und Intensivtransporte (JASI), über welche Einsätze koordiniert werden können. Primäreinsätze werden von den zuständigen örtlichen Rettungsleitstellen koordiniert.

## Standorte

### Christoph Gießen / Christoph 90 (ehemals Christoph Hessen)
Der ITH Christoph Gießen ist am Luftrettungszentrum Gießen  stationiert. Er wird im Dual-Use-System eingesetzt und ist 24-Stunden einsatzbereit. Die Ärzte kommen vom Universitätsklinikum Gießen und Marburg. Die Maschine und Piloten werden von Heli-Flight gestellt. Die HEMS Technical Crew Member kommen aus dem Regionalverband Mittelhessen der Johanniter. Christoph Gießen ist mit rund 1.000 Einsätzen pro Jahr der Helikopter mit den meisten Einsätzen der JLR.

### Christoph Mittelhessen / Christoph 91 (ehemals Christoph Reichelsheim / Wetterau / Rhein-Main)
Christoph Mittelhessen ist ein am Flugplatz Reichelsheim  stationierter ITH. Die Maschine wird von der Firma Heli-Flight gestellt. Ursprünglich hieß er Christoph Reichelsheim. Der Name wurde auf Christoph Rhein-Main geändert um Verwechslung mit der Stadt Reichelsheim (Odenwald) zu vermeiden. Nach der Stationierung von Christoph Hessen in Gießen wurde Christoph Rhein-Main in Christoph Mittelhessen umbenannt.

### Christoph Rostock / Christoph 92 (ehemals Akkon Rostock 15/84/01)
Christoph Rostock ist ein ITH, welcher am Klinikum Südstadt Rostock  stationiert ist. Die Maschine wurde bis zum 31. Dezember 2019 von der Firma Rotorflug gestellt, am 1. Januar 2020 hat die Firma Heli-Flight den Betrieb übernommen.

### Akkon Bochum 89-1 / Christoph 93
Der ITH Akkon Bochum 89-1, inoffiziell auch Christoph 93, wurde am 1. April 2016 am Berufsgenossenschaftlichen Universitätsklinikum Bergmannsheil  in Betrieb genommen. Die Ärzte werden vom Bergmannsheil gestellt. Die HEMS-Crew-Member sind erfahrene Notfallsanitäter und kommen aus dem Johanniter Regionalverband Ruhr-Lippe. Seit dem 1. November 2016 bestand eine 24-Stunden-Einsatzbereitschaft. Seit dem Sommer 2020 ist der ITH nicht mehr einsatzbereit und bleibt am Boden, Grund dafür sind nicht beglichene Rechnungen der Krankenkassen. Die Johanniter Luftrettung hat deshalb Klage eingereicht, das Verfahren wird noch bearbeitet.

### Air Rescue Nürburgring / Christoph 94 / Akkon Koblenz 17/89-1 (ehemals Christoph Nürburgring)
Der Air Rescue Nürburgring ist ein ITH, welcher seit dem 1. Mai 2016 am Nürburgring  stationiert ist. Dort werden nicht nur Patienten der Rennveranstaltungen versorgt, sondern auch bundesweit Intensivtransporte durchgeführt und subsidiäre Primäreinsätze geflogen, welche dann auch von den Krankenkassen bezahlt werden. Neun von Zehn Einsätzen sind Primäreinsätze, welche von der Leitstelle Koblenz koordiniert werden.

### Christoph 4
Christoph 4 ist ein RTH in Hannover . Er wird von der JLR zusammen mit dem Bundesministerium des Innern betrieben.

### Christoph 12
Christoph 12 ist ein RTH des Bundesministerium des Innern in Ahrensbök . Seit 1981 stellen die Johanniter den HEMS Technical Crew Member.

### Christoph 35
Christoph 35 ist ein RTH des Bundesministerium des Innern in Brandenburg . Die HEMS Technical Crew Member werden unter anderem von den Johannitern gestellt.

### Air Rescue Pfalz a.D.
Der Air Rescue Pfalz war ein ITH in Sembach , welcher in Kooperation mit dem Westpfalzklinikum betrieben wurde. Er wurde am 22. Oktober 2018 in Betrieb genommen und ist am 2. September 2019 außer Dienst gegangen, nachdem der ADAC Helikopter Christoph 66 seinen Dienst aufnahm.

## Maschinen

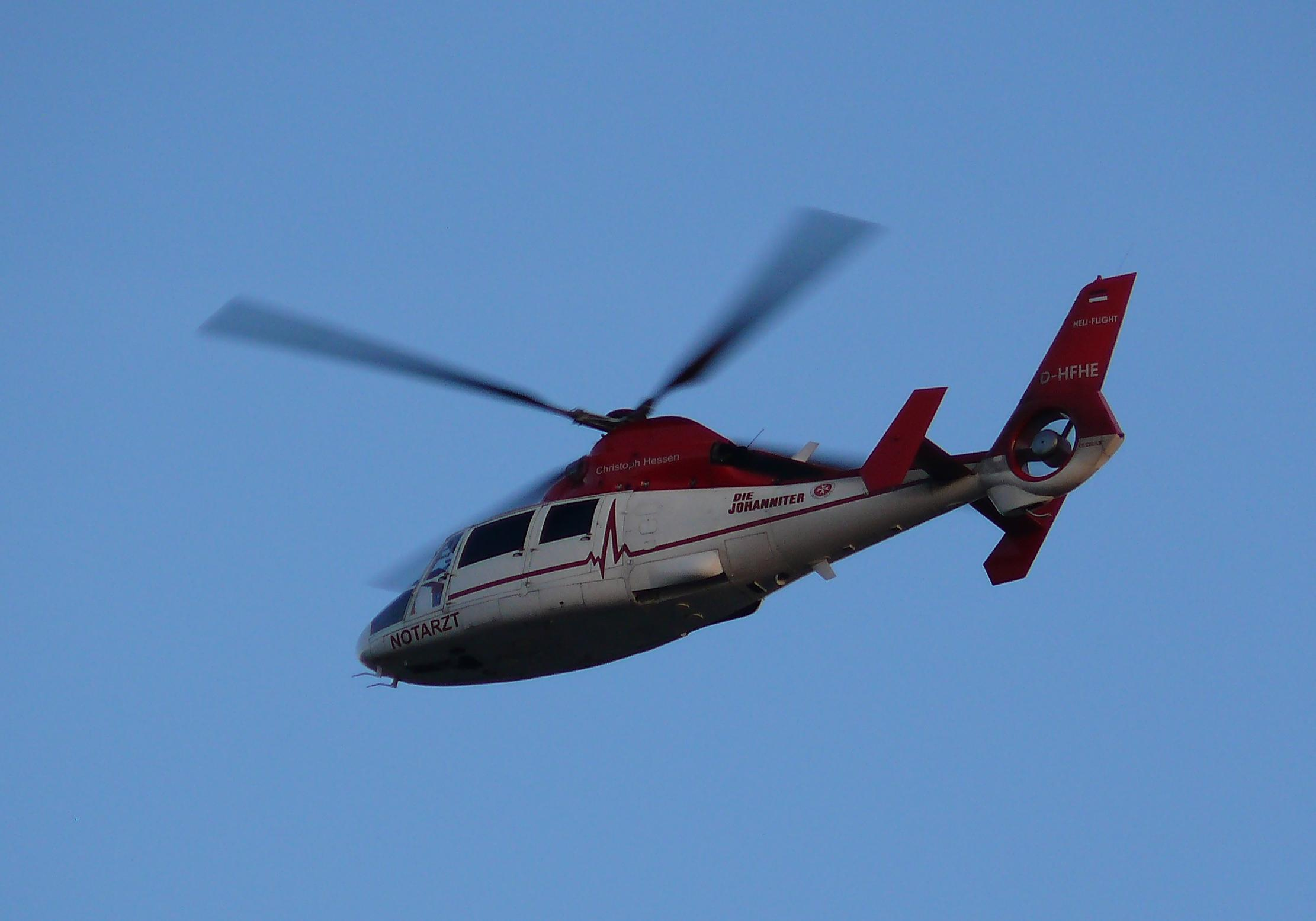
Die D-HFHE mit eingezogenem Fahrwerk.

Die eingesetzten Eurocopter Dauphin unterscheiden sich von der in Deutschland typischerweise im Intensivtransport eingesetzten H145 durch eine größere Kabine, der quer eingebauten Trage und einer rund 60 km/h höheren Geschwindigkeit. Auch das Einziehfahrwerk stellt einen Kontrast zu den klassischen Kufen dar.
Seit 2019 befindet sich auch eine EC 155 B1 im Pool der Johanniter Luftrettung. Diese bietet im Vergleich zur AS 365 mehr Platz und eine bessere Motorisierung. Dadurch können auch übergewichtige Patienten (bis 400 kg) transportiert werden.
Seit November 2021 befindet sich die erste H145 D-3 (D-HJLA) im Pool der Johanniter Luftrettung. Die Maschine wird als Christoph Gießen eingesetzt. Sie wird neben den Rettungseinsätzen auch für Verlegungsflüge von intensivpflichtiger Patienten verwendet. Im Januar des Jahres 2022 gab die Heli Flight GmbH bekannt, dass sie noch eine weitere H145 D-3 (D-HJLB) für den Einsatz bei der Johanniter Luftrettung beschafft haben, diese soll im Laufe des Jahres in Dienst gestellt werden.
Die Maschinen an der Standorten der JLR werden von den Firmen HeliFlight GmbH & Co. KG und bis zur Übernahme durch die Heli Transair European Air Services GmbH auch von Rotorflug Airservices GmbH & Co. KGaA gestellt. Aktuell sind neun Helikopter und drei Ambulanzflugzeuge (Piper PA 42 Cheyenne, Cessna 414, Learjet 35 A) im Pool der JLR.
Durch Nachtsichtgeräte sind Primär- und Sekundäreinsätze an den Standorten Rostock, Gießen und Bochum aus nachts möglich.
Seit 2004 wurden die Maschinen in weiß und rot mit einer EKG-Line lackiert. Das geänderte Corporate Design enthält zusätzlich seit 2014 die Farbe grau.
| Kennung & Seriennummer             | Typ                        | Betreiber                                     | Bemerkung                                                                |
| ---------------------------------- | -------------------------- | --------------------------------------------- | ------------------------------------------------------------------------ |
| D-HFSG (c/n 6649)                  | AS 365 N3                  | Heli-Flight                                   | Baujahr 2003 Spitzname: "Red Nose"                                       |
| D-HFLG (c/n 6757)                  | EC 155 B1                  | Heli-Flight                                   | Erste EC 155 in der öffentlichen Luftrettung in Deutschland Baujahr 2006 |
| D-HAMV (c/n 6100)                  | SA 365 N                   | Rotorflug (bis 2019), Heli-Flight (seit 2020) | Baujahr 1986                                                             |
| D-HFKG (c/n 6419)                  | AS 365 N2                  | Heli-Flight                                   | Baujahr 1991                                                             |
| D-HFOG (c/n 6356)                  | AS 365 N3                  | Heli-Flight                                   | Baujahr 1990                                                             |
| D-HJUH (c/n 6131)                  | SA 365 N                   | Heli-Flight                                   | Baujahr 1984                                                             |
| D-HJOH (c/n 6650)                  | AS 365 N3                  | Heli-Flight                                   | Baujahr 2003                                                             |
| D-HFVP (c/n 6352)                  | AS 365 N3                  | Heli-Flight                                   | Baujahr 1990 Spitzname: “White Lady“                                     |
| D-HJLR (ehemals D-HBUB) (c/n 6514) | AS 365 N2                  | Rotorflug                                     | Baujahr 1997                                                             |
| D-HFHE (c/n 6034)                  | AS 365 N2                  | Heli-Flight                                   | Baujahr 1982                                                             |
| D-HAAK (c/n 5039)                  | SA 365 C3                  | Heli-Flight                                   | Baujahr 1978, nicht mehr aktiv (Exponat Hubschraubermuseum Bückeburg)    |
| D-HAMF (c/n 7217)                  | Agusta A109 A              | Rotorflug                                     | Baujahr 1991, nicht mehr in der Luftrettung eingesetzt                   |
| D-HJLA (c/n 21021)                 | Airbus Helicopter H145 D-3 | Heli-Flight                                   | Baujahr 2021                                                             |
| D-HJLB (c/n 21022)                 | Airbus Helicopter H145 D-3 | Heli-Flight                                   | Baujahr 2021                                                             |
| D-HJLC (c/n 21351)                 | Airbus Helicopter H145 D-3 | Heli-Flight                                   | Baujahr 2025                                                             |

## Ausstattung
Die ITH sind mit einer Trage für den Patienten, einem EKG, einer Absaugpumpe, zwei Beatmungsgeräten, mehreren Spritzenpumpe, zwei Notfallrucksäcken mit Medikamenten und einem Touchpad zur Einsatzdokumentation ausgerüstet. Weiterhin kann bei Bedarf eine ECMO oder ein Inkubator hinzugeladen werden.

## Fernsehen
Die Johanniter Luftrettung wurde in zahlreichen Dokumentationen und TV-Beitragen begleitet.
Der Hessische Rundfunk stellte im Rahmen der Reihe Im Einsatz! die Arbeit auf Christoph Hessen vor. Die halbstündige Dokumentation Fliegende Intensivstation – Notruf für Christoph Gießen erschien 2014 ebenfalls im Hessischen Rundfunk. Auch in der Dokumentationsreihe 112 Wir retten Hessen wurde Christoph Gießen gezeigt. Im Maintower erschien 2019 ein Beitrag über die neu in Dienst genommene EC 155.
In der Kabel eins Dokumentationsreihe Die Klinik – Ärzte, Helfer, Diagnosen wurden in der ersten Staffel Notärzte, welche mit Christoph Mittelhessen fliegen, bei primär und sekundär Einsätzen gefilmt. Kabel eins filmte auch einen Einsatz von Christoph Rostock, welcher im Rahmen der Serie Achtung Kontrolle ausgestrahlt wurde.
Im TV-Beitrag Air Rescue Pfalz – Leben retten aus der Luft, welcher im SWR erschien, wurde das Team in einer Schicht begleitet. Stern TV zeigte eine 24-Stunden-Schicht in einer Kurzdokumentation. Weitere Beiträge erschienen bei bluptv und im Rahmen der VLN Langstreckenmeisterschaft Nürburgring.
Über die Nachtflugaktivität der JLR wurde im Maintower und in einem Videobeitrag der Bild-Zeitung berichtet.